# 友谊里街道
友谊街道是中国河北省唐山市路南区下辖的一个街道。

## 行政区划
友谊街道下辖友谊里社区、定福里社区、正泰里福兴园社区、常泰里福乐园社区、友谊南里社区、永乐园社区、开源社区、燕京东里社区、燕京西里社区。